# Verizon Media
Verizon Media (dawniej Oath) – amerykańskie przedsiębiorstwo mediowe założone w 2017 roku. 
W skład Verizon Media wchodzą takie marki jak: AOL, Yahoo, TechCrunch, Huffington Post. 